# Ectopsocus vachoni
Ectopsocus vachoni är en insektsart som beskrevs av André Badonnel 1945. Ectopsocus vachoni ingår i släktet Ectopsocus och familjen rektangelstövsländor. Inga underarter finns listade i Catalogue of Life.